# Josep Thió
Josep Thió   (Barcelona, 1965) és un músic i compositor català, membre del grup de música Sopa de Cabra, on és guitarrista, corista i compositor.
Va compondre moltes de les cançons més populars de Sopa de Cabra: L'Empordà, Podré tornar enrere, Mai trobaràs, El far del sud, El boig de la ciutat o Camins juntament amb en Gerard Quintana, que feia gran part de les lletres.
Durant la dissolució de Sopa de Cabra va iniciar una carrera musical en solitari amb tres discos editats per Música Global: Avui és demà (2004), 5.000 nits (2006) i Els teus cels (2008). També ha col·laborat en diverses ocasions amb el grup mallorquí Fora des Sembrat.
Des del 2004 dirigeix un espectacle amb Berta, Laia Vaqué i Carol Duran fent versions de temes que les han influït com Morcheeba, Tribalistas, Nada Surf o Ovidi Montllor. També és el compositor de les dues nadales Quan somrius i És un desig.
Thió és autor de l'Himne del Girona Futbol Club, estrenat el 6 de novembre de 2010 a l'Estadi Municipal de Montilivi de Girona.